# Pseudoplumarella echidna
Pseudoplumarella echidna is een zachte koraalsoort uit de familie Primnoidae. De koraalsoort komt uit het geslacht Pseudoplumarella. Pseudoplumarella echidna werd in 1981 voor het eerst wetenschappelijk beschreven door Bayer. 